# Automeris amaloretensis
Automeris amaloretensis é uma espécie de mariposa do gênero Automeris, da família Saturniidae.
Sua ocorrência foi registrada na Peru, Loreto, Pucacuro, rio Corrientes.